# 腺冠醉鱼草
腺冠醉鱼草（学名：Buddleja adenantha）是玄参科醉鱼草属的植物。分布于中国大陆的云南等地，生长于海拔1,100米至3,400米的地区，常生于山地灌木丛中或山坡林缘，目前尚未由人工引种栽培。

## 别名
暗蓝花醉鱼草（云南植物志）